# Idlewild (Band)
Idlewild ist eine schottische Rockband. Der Stil der Band, die der britischen Indie-Rock-Szene zugeordnet wird, entwickelte sich im Laufe der Jahre von einem vergleichsweise ruppigen Sound – die Musik-Zeitschrift New Musical Express beschrieb ihn unter anderem als "the sound of a flight of stairs falling down a flight of stairs" – hin zu einem sanfteren, melodischerem Klang.

## Geschichte

### Die Anfänge
Idlewild wurde im Dezember 1995 auf einer Studentenparty in Edinburgh gegründet. Hier trafen Roddy Woomble (* 13. August 1976) und Colin Newton (* 18. April 1977) zusammen. Ein ähnlicher sozialer Hintergrund und fast identischer Musikgeschmack (Pavement, Sonic Youth, REM, dEUS, Bob Dylan, Superchunk usw.) ließ beide den Entschluss fassen, eine Band zu gründen. Später am Abend wurde ihnen Rod Jones (* 3. Dezember 1976) vorgestellt. Mit diesem und dessen Freund Phil Scanlon (* 21. Mai 1976) gründeten sie Idlewild.
Im Januar des darauf folgenden Jahres spielten sie ihr erstes Konzert und nahmen erste Lieder auf, welche in der lokalen Presse positiv aufgenommen wurden. Queen of the Troubled Teens, eines der im Oktober eingespielten Lieder, wurde im März des nächsten Jahres beim Label Human Condition Records veröffentlicht.

### Erste Erfolge
Im Jahr 1997 verließ Phil die Band, um sich verstärkt seinem Studium zu widmen, heute lebt er in Detroit und arbeitet als Chemiker. Bob Fairfoull (* 6. August 1976) übernahm seinen Posten an der Bass-Gitarre.
Mit einem späteren Aufruf von DJ Steve Lamacq, alles über die ihm unbekannte Band an ihn weiterzuleiten, begann der Aufstieg. Ein erster Auftritt in London folgte. Nach den Aufnahmen zur EP Captain und positiven Reaktionen auf die bei Fierce Panda Records erschienene Single Chandelier folgten sie dem Ruf der Major Labels und unterschrieben bei Food Records / EMI.

### Hope Is Important
Das Debütalbum Hope Is Important wurde im Oktober 1998 veröffentlicht. Die Auskopplung When I Argue I See Shapes erreichte im Februar 1999 als erste Single der Band die britischen Charts. Im Sommer spielten sie anlässlich der Eröffnung des Schottischen Parlaments. Auf dem Album ist Sängerin Salli Carson zu hören, die früher für Bleach gesungen hat.

### 100 Broken Windows
Das zweite Album 100 Broken Windows wurde im April 2000 veröffentlicht und bedeutete den großen Durchbruch der Band. Die Gruppe tourte im Anschluss durch Großbritannien.

### The Remote Part
Nachdem You Held the World in Your Arms als erste und bisher einzige Single die Top Ten in Großbritannien erreicht hatte, gelangte das am 25. März 2002 erschienene The Remote Part auf Platz drei der Albumcharts und ist damit das bislang erfolgreichste Album der Band. Im Herbst 2002 verließ Bob Fairfoull die Band, Gavin Fox und Allan Stewart stießen neu dazu.

### Warnings/Promises

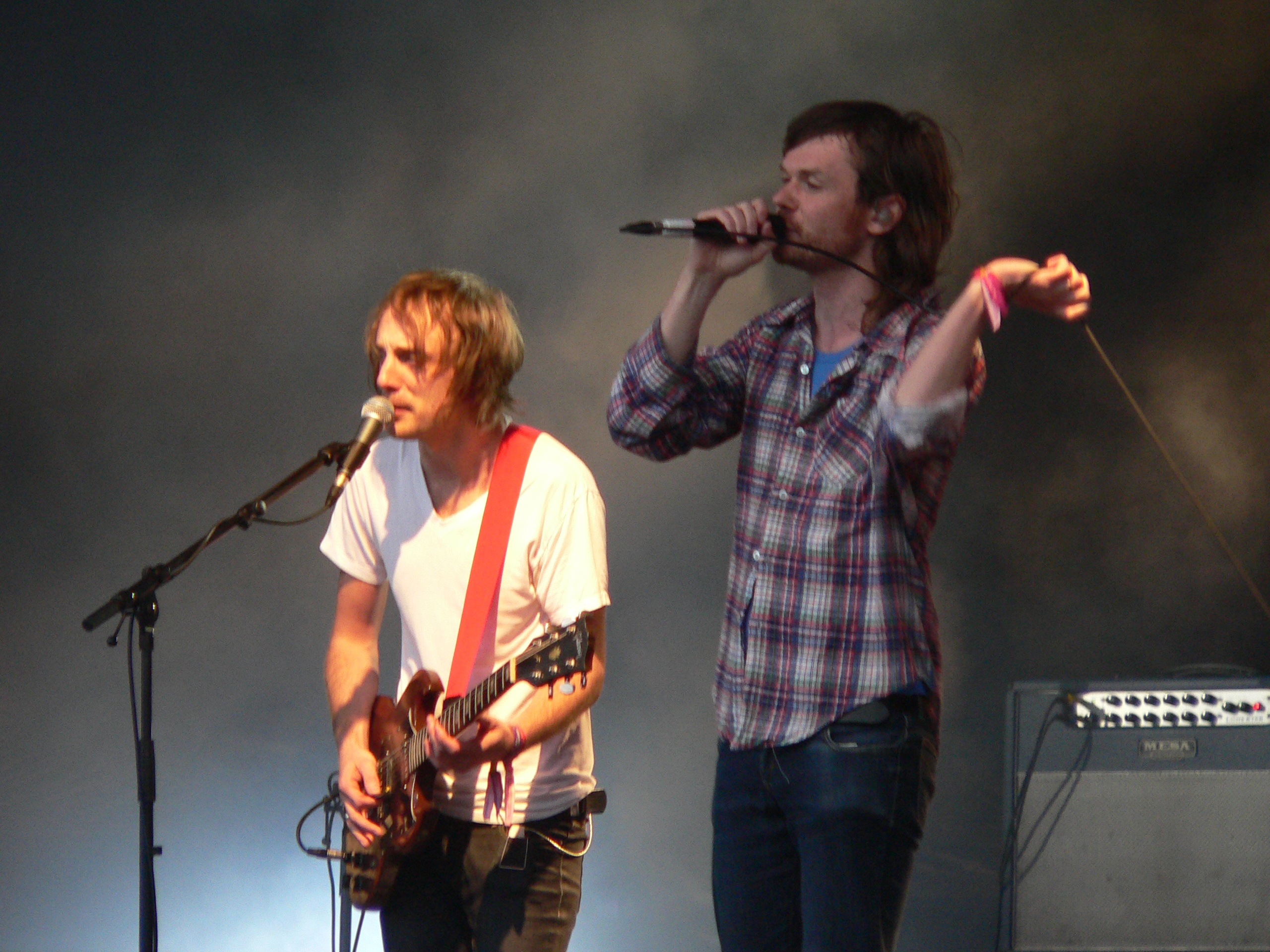
Jones und Woomble, 2005

Ihr nächstes Album Warnings/Promises erschien am 11. April 2005. Das Album fällt durch einen im Vergleich zu den früheren Alben ruhigeren Sound auf. Die Zusammenarbeit mit Parlophone endete im November 2005.

### Make Another World/Post-Electric Blues
Nachdem Roddy Woomble 2006 ein Soloalbum herausbrachte, erschien im März 2007 ein neues Album der Band namens Make Another World auf dem Indielabel Sequel, einer Untersparte von Sanctuary Records. Da Sanctuary 2007 von der Universal Music Group aufgekauft wurde und damit quasi aufhörte zu existieren, stand die Band wieder ohne Plattenvertrag da. Man entschloss sich daraufhin, den Fans das nächste Album als Pre-Order anzubieten und damit die Aufnahmen teilweise zu finanzieren. Die Fans, die Post Electric Blues vorbestellt hatten, bekamen im Juni 2009 ihre CD (mit einem exklusiven Pre-Order-Bonus-Track) zugeschickt und wurden als Dank namentlich im Booklet genannt. Im Oktober 2009 erschien das Album dann regulär im Handel, dieses Mal über das Indie-Label Cooking Vinyl.

### Everything Ever Written/Interview Music
Im Jahr 2010 kündigte die Band eine Pause auf unbestimmte Zeit an. Drei Jahre später begannen die Aufnahmen für das siebte Album der Band, Everything Ever Written, welches 2015 veröffentlicht wurde. Ihr bisher letztes Album, das den Titel Interview Music trägt, erschien 2019.

## Diskografie

### Alben
| Jahr | Titel                                | Höchstplatzierung, Gesamtwochen, AuszeichnungChartsChartplatzierungen (Jahr, Titel, Platzierungen, Wochen, Auszeichnungen, Anmerkungen) | Anmerkungen   |
| Jahr | Titel                                | UK | Anmerkungen   |
| ---- | ------------------------------------ | --- | ------------- |
| 1998 | Hope Is Important                    | UK53 Silber · (1 Wo.)UK |               |
| 2000 | 100 Broken Windows                   | UK15 Gold · (5 Wo.)UK |               |
| 2002 | The Remote Part                      | UK3 Gold · (11 Wo.)UK |               |
| 2005 | Warnings / Promises                  | UK9 Silber · (3 Wo.)UK |               |
| 2007 | Make Another World                   | UK24 (3 Wo.)UK |               |
| 2007 | Scottish Fiction – Best of 1997-2007 | UK79 (1 Wo.)UK | Best-of-Album |
| 2009 | Post Electric Blues                  | UK90 (1 Wo.)UK |               |
| 2015 | Everything Ever Written              | UK20 (1 Wo.)UK |               |
| 2019 | Interview Music                      | UK22 (1 Wo.)UK |               |

Weitere Alben
- A Distant History: Rarities 1997 - 2007 (2007)
- 100 Broken Windows Reissue 2010 (Doppel-CD, 2010)
- Idlewild Live (2016)

EPs
- Captain (1998)

### Singles
| Jahr | Titel Album                                       | Höchstplatzierung, Gesamtwochen, AuszeichnungChartsChartplatzierungen (Jahr, Titel, Album, Platzierungen, Wochen, Auszeichnungen, Anmerkungen) | Anmerkungen |
| Jahr | Titel Album                                       | UK | Anmerkungen |
| ---- | ------------------------------------------------- | --- | ----------- |
| 1998 | A Film for the Future Hope Is Important           | UK53 (2 Wo.)UK |             |
| 1998 | Everyone Says You’re so Fragile Hope Is Important | UK47 (2 Wo.)UK |             |
| 1998 | I’m a Message Hope Is Important                   | UK41 (2 Wo.)UK |             |
| 1999 | When I Argue I See Shapes Hope Is Important       | UK19 (2 Wo.)UK |             |
| 1999 | Little Discourage 100 Broken Windows              | UK24 (2 Wo.)UK |             |
| 2000 | Actually It’s Darkness 100 Broken Windows         | UK23 (3 Wo.)UK |             |
| 2000 | These Wooden Ideas 100 Broken Windows             | UK32 (4 Wo.)UK |             |
| 2000 | Roseability 100 Broken Windows                    | UK38 (2 Wo.)UK |             |
| 2002 | You Held the World in Your Arms The Remote Part   | UK9 (7 Wo.)UK |             |
| 2002 | American English The Remote Part                  | UK15 (7 Wo.)UK |             |
| 2002 | Live in a Hiding Place The Remote Part            | UK26 (2 Wo.)UK |             |
| 2003 | A Modern Way of Letting Go The Remote Part        | UK28 (2 Wo.)UK |             |
| 2005 | Love Steals Us from Loneliness Warnings/Promises  | UK16 (4 Wo.)UK |             |
| 2005 | I Understand It Warnings/Promises                 | UK32 (2 Wo.)UK |             |
| 2005 | El Capitan Warnings/Promises                      | UK39 (2 Wo.)UK |             |
| 2007 | No Emotion Make Another World                     | UK36 (1 Wo.)UK |             |

Weitere Singles
- Queen of the Troubled Teens (1997)
- Chandelier (1997)
- Satan Polaroid (1998)
- If It Takes You Home (2006)
- A Ghost in the Arcade (Download-Single, 2007)
- Readers & Writers (Download-Single, 2009)
- City Hall (Download-Single, 2009)
- Everything Little Means Trust (2015)